# Deutscher Fernsehpreis 2002
Die vierte Verleihung des Deutschen Fernsehpreises fand am 5. Oktober 2002 im Kölner Coloneum statt. Moderiert wurde die Verleihung von Sandra Maischberger und Dirk Bach. Übertragen wurde die Aufzeichnung im Ersten.

## Preisträger
Aus den Nominierungen wurden folgende Gewinner ausgewählt:
Beste Ausstattung: Florian Haarmann, Anette Schröder (Kostümbild) für Pest – Die Rückkehr (RTL)
Bestes Buch Fernsehfilm/Mehrteiler: Beate Langmaack für Hat er Arbeit? (ZDF/arte)
Beste Comedy: Ladykracher (SAT.1)
Beste Dokumentation: die story: Gipfelstürmer – Die blutigen Tage von Genua (ARD/WDR)
Bester Fernsehfilm/Mehrteiler: Der Tanz mit dem Teufel – Die Entführung des Richard Oetker (SAT.1)
Beste Informationssendung/Beste Moderation Information: Sabine Christiansen, Maybrit Illner für Das TV-Duell (ARD/ZDF)
Bestes Internationales Programm: 11. September – Die letzten Stunden im World Trade Center von Jules und Gédéon Naudet (ARD)
Beste Kamera: Holly Fink für Hat er Arbeit? (ZDF/arte), Liebe und Verrat (ZDF) und Schleudertrauma (ARD/SWR/BR/arte)
Beste Musik: Andreas Schäfer für Verbotene Küsse (ZDF)
Beste Regie Fernsehfilm/Mehrteiler: Christian Petzold für Toter Mann (ZDF/arte)
Beste Reportage: Menschen-Poker – Neue Wahrheiten über die Arbeitslosigkeit (ARD/HR)
Beste Schauspielerin Hauptrolle: Anneke Kim Sarnau für Ende der Saison (ARD/BR) und Die Hoffnung stirbt zuletzt (ARD/NDR)
Beste Schauspielerin Nebenrolle: Petra Zieser für Kolle – Ein Leben für Liebe und Sex (ARD/WDR)
Beste Schauspielerin Serie: Felicitas Woll für Berlin, Berlin (ARD/RB/Degeto)
Bester Schauspieler Hauptrolle: André Hennicke für Toter Mann (ZDF/arte)
Bester Schauspieler Nebenrolle: Jürgen Schornagel für Doppelter Einsatz – Der Mörder in Dir (RTL)
Bester Schauspieler Serie: Christoph M. Ohrt für Edel & Starck (SAT.1)
Bester Schnitt: Mona Bräuer für Die Nacht, in der ganz ehrlich überhaupt niemand Sex hatte (PRO 7)
Beste Serie: Edel & Starck (SAT.1)
Beste Sportsendung: Fußball WM (Premiere)
Beste tägliche Sendung: Richterin Barbara Salesch (SAT.1)
Beste Unterhaltungssendung: Die 80er Show (RTL)
Beste Moderation Unterhaltung: Oliver Geissen für Die 80er Show (RTL)
Förderpreis: Simon Gosejohann (Moderator) für Film ab (VIVA) und Zelluloid (VIVA 2); Kilian Riedhof (Regie), Laura-Charlotte Syniawa (Schauspielerin) für Riekes Liebe (ZDF)
Sonderpreis: Heinrich Breloer, Horst Königstein für Die Manns – Ein Jahrhundertroman (ARD) (Fernsehereignis des Jahres)
Ehrenpreis der Stifter: Wolfgang Menge